# Brandon McGowan
Brandon McGowan (født 16. september 1983 i Jersey City, New Jersey, USA) er en tidligere amerikansk footballspiller, der spillede i NFL som safety. Igennem karrieren repræsenterede han New England Patriots og Chicago Bears.

## Klubber
- Chicago Bears (2005–2008)
- New England Patriots (2009–2010)